# Clancy Edwards
Clancy Edwards (né le 9 août 1955) est un athlète américain, spécialiste du sprint.

## Carrière
Il remporte le titre du 200 mètres de la Coupe du monde des nations de 1977, à Düsseldorf, devant l'Italien Pietro Mennea et le Cubain Silvio Leonard. Il décroche par ailleurs le titre du 200 m des Universiades d'été de Sofia.
En 1978, Clancy Edwards établit la meilleure performance mondiale de l'année sur 200 m en réalisant le temps de 20 s 03 à Westwood, en Californie. Il codétient également la meilleure performance mondiale de l'année sur 100 mètres en compagnie de ses compatriotes Eddie Hart et Steve Williams, en 10 s 07.

### Palmarès
| Date | Compétition                | Lieu       | Résultat | Épreuve |
| ---- | -------------------------- | ---------- | -------- | ------- |
| 1977 | Coupe du monde des nations | Düsseldorf | 1er      | 200 m   |
| 1977 | Universiade                | Sofia      | 1er      | 200 m   |

### Records
| Épreuve | Performance | Lieu     | Date          |
| ------- | ----------- | -------- | ------------- |
| 100 m   | 10 s 07     | Eugene   | 2 juin 1978   |
| 200 m   | 20 s 03     | Westwood | 29 avril 1978 |